# Sissi (vojenská jednotka)
Finský výraz Sissi označuje jednotku lehké pěchoty, která provádí průzkumné, sabotážní a guerrillové válečné operace za nepřátelskými liniemi.
Byly tak označovány prapory vytvářené Finskou armádou před 2. světovou válkou a během druhé světové války, jejichž struktura je anglosaskými autory často přirovnávána k dnešním Rangers z Americké armády. Šlo o zvláštní oddíly vysoce elitní lehké pěchoty, která se vyznačovala vysokou mobilitou a zvlášť kvalitní lehkou výzbrojí. Specializovaly se na zvlášť náročné úkoly v nepřehledném terénu, dálkové hlídkování v pustině a speciální přepadové akce. Vzhledem k zaměření je zřejmé, že šlo o přísně výběrové jednotky, které byly podrobovány zvláštnímu výcviku. Existovaly celkem tři prapory, ke konci druhé světové války byly zrušeny.